# Manuel Ponce
Manuel María Ponce Brousset, mayormente mencionado como Manuel M. Ponce o Manuel María Ponce (Arequipa, 5 de abril de 1874-Lima, 18 de julio de 1966) fue un militar y político peruano, que ocupó brevemente la presidencia del Perú de 25 a 27 de agosto de 1930, como presidente de la Junta Militar de Gobierno, conformada tras la renuncia del presidente Augusto Leguía. Pero careció de apoyo popular y tuvo que dar pase a otra Junta Militar, la presidida por el teniente coronel Luis Sánchez Cerro.
Ponce, tras egresar de Colegio Militar de Lima, se instruyó en el ejército de Francia, siendo condecorado. De regreso al Perú, sirvió en diversos batallones como jefe de cuerpo. Fue director de la Escuela Superior de Guerra, inspector de Infantería y Tiro, agregado militar en Bolivia en dos ocasiones, director general de Tiro, jefe del Estado Mayor General del Ejército en dos periodos, e inspector general del Ejército. Culminó su carrera como presidente del Consejo de Oficiales Generales.

## Nacimiento y familia
Fue hijo de Tomás Ponce y María Dolores Brousset. Su padre fue uno de los fundadores del Partido Civil en Arequipa, y como tal, brindó su apoyo a Manuel Pardo en las elecciones de 1872, y a Lizardo Montero en las de 1876. Su madre era descendiente del militar francés Antoine Brousset Franc que se asentó en Arequipa a principios del siglo XIX, durante la invasión napoleónica a España.[cita requerida]

## Formación militar
Estudió en el Colegio Nacional de la Independencia Americana de su ciudad natal. En 1888, llevado por su vocación militar, se trasladó a Lima e ingresó a la Escuela de Clases del Ejército, el primer centro de instrucción de ese tipo que se reorganizaba tras la guerra con Chile.
Luego, en 1890, ingresó como cadete al Colegio Militar, de donde egresó en 1893 como subteniente. Obtuvo las mejores notas y fue espada de honor de su promoción. Ese mismo año fue enviado a la frontera con Ecuador, como integrante de una comisión encargada de investigar un incidente ocurrido allí.
Pese a haberse graduado, permaneció en la escuela militar para estudiar el manejo de armas especiales. Ejerció también como profesor adjunto de Topografía, hasta el cierre de la escuela en marzo de 1895, a consecuencia de la coyuntura política.
A partir de entonces sirvió en distintos cuerpos del ejército y fue ascendiendo de rango. En 1899 ascendió a capitán y fue nombrado jefe de la compañía de ingenieros zapadores de la Escuela Militar de Aplicación.
No obstante haber iniciado su carrera en el ejército, no dejó de lado su preparación militar. Cursó en la Escuela de Aplicaciones (1898-1901), la Escuela de Tiro (1904) y la Escuela Superior de Guerra (1905-1907). En 1908, tras obtener su diploma de oficial de Estado Mayor, y ya con el grado de teniente coronel, viajó a Francia para instruirse. Sirvió en el Regimiento de Cazadores Alpinos, en la Alta Saboya; en la artillería de montaña en Grenoble; en el Estado Mayor del 14.º cuerpo del ejército en Lyon, asistiendo además a las grandes maniobras del ejército realizadas en el centro de Francia en 1908. Recibió entonces la condecoración de Oficial de Instrucción Pública.

## Trayectoria militar
De vuelta al Perú en 1909, fue nombrado comandante del batallón N.º 11, acantonado en el Callao. Se le encomendó también misiones de gran importancia. Fue jefe de Estado Mayor en la dirección de observación organizada con motivo de los problemas en la frontera con Bolivia en 1909. Luego pasó a comandar un regimiento de infantería destacado a la frontera norte, durante la amenaza de guerra con Ecuador en 1910.
Asimismo, en 1913 fue nombrado agregado al Estado Mayor del Ejército y comandante de la 3.º región militar, con base en Checacupe. Cuando la misión militar francesa se retiró del Perú a raíz del estallido de la Primera Guerra Mundial, tomó la dirección de la Escuela Superior de Guerra, que ejerció de 1914 a 1915. Luego fue acreditado como agregado militar a la legación peruana en Bolivia en 1916, año en el que también ascendió a coronel.
En 1917 fue nombrado jefe de Estado Mayor del Ejército, pero al año siguiente tuvo que renunciar, ante el escándalo suscitado por la agresión física que sufriera el entonces joven periodista José Carlos Mariátegui a manos del teniente José Vásquez Benavides, quien pretendió con ese brutal acto desagraviar al Ejército, al parecer injustamente criticado por Mariátegui en unos artículos periodísticos.
De 1918 a 1919 fue jefe del gabinete militar en el ministerio de Guerra. Luego pasó a ejercer como director general de Tiro Nacional, de 1919 a 1926, y en tal calidad, efectuó el 3.º Congreso Panamericano de Tiro. De 1926 a 1928 sirvió  nuevamente como adjunto militar en la legación peruana en Bolivia.
De regreso al Perú en 1928, fue nombrado jefe interino del Estado Mayor General del Ejército, pasando luego a ser titular, en cuyo ejercicio ascendió a General de Brigada, el 17 de enero de 1929.

## Su relación con Sánchez Cerro
Se dice que Ponce ofreció su garantía personal ante el presidente Augusto B. Leguía para obtener el ascenso del mayor Luis Sánchez Cerro a teniente coronel, lo que se dio en marzo de 1930. Leguía cuenta en sus memorias que se mostró al principio reticente a conceder tal ascenso a un personaje como Sánchez Cerro, que había protagonizado varios intentos subversivos en su gobierno, pero finalmente accedió. Sánchez Cerro obtuvo un mando en Arequipa, donde continuó conspirando. Pocos meses después, ambos, Ponce y Sánchez Cerro, serían los protagonistas de la caída de Leguía.

## Presidente de la Junta Militar de Gobierno
El 22 de agosto de 1930 el teniente coronel Luis Sánchez Cerro se sublevó en Arequipa contra el gobierno de Augusto B. Leguía. En Lima, los jefes y mandos militares de la guarnición de la capital forzaron la renuncia de Leguía y conformaron una Junta Militar de Gobierno, cuya presidencia fue confiada al general Manuel María Ponce. Integraban esta Junta el coronel Eulogio Castillo (Gobierno), el capitán de navío Julio V. Goicochea Álvarez (Relaciones Exteriores), el teniente coronel Arturo Zapata Vélez (Justicia, Culto e Instrucción), el coronel Ricardo E. Llona (Hacienda), el mayor Eduardo Castro Ríos (Fomento y Guerra) y el contralmirante César Bielich (Marina y Aviación). Pese a que se dijo que Sánchez Cerro tenía reservada la cartera de Guerra, fue a Castro Ríos a quien se le concedió dicho cargo. No obstante, se mantuvo la oferta a Sánchez Cerro de participar en el gabinete.

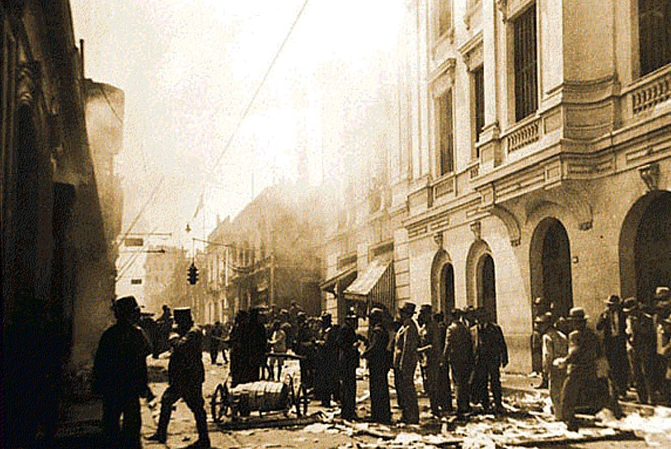
Saqueo de la casa del presidente Leguía.

Esta Junta no fue bien recibida por la opinión pública, por estar conformada por personas demasiada vinculadas al régimen de Leguía. Uno de ellos era el ministro de Gobierno, Eulogio Castillo, pariente y exjefe de escolta del derrocado presidente. En esos momentos el país se encontraba inmerso en una grave crisis política, económica y social. Una multitud enfurecida asaltó la casa de Leguía; este, que se había embarcado en el crucero Almirante Grau rumbo al extranjero, fue obligado a retornar al Callao y tomado prisionero.
La consigna popular era entregar el poder a los revolucionarios de Arequipa y a su caudillo, el comandante Sánchez Cerro. Este viajó a Lima en avión y llegó el día 27 de agosto, es decir, dos días después de la renuncia de Leguía. La Junta de Ponce fue disuelta y se instaló otra Junta Militar de Gobierno, que fue presidida por Sánchez Cerro, y que se mantuvo en el poder hasta marzo del año siguiente.
Ponce estuvo pues en el poder apenas tres días. Pese a que por su rango (general de brigada) era el superior de Sánchez Cerro (teniente coronel), no quiso disputar el poder a este, que gozaba de mayor arraigo popular.

## Pospresidencia
Ponce continuó su carrera militar, alejándose definitivamente de la política. En 1931 fue nombrado presidente del Consejo de Oficiales Generales, cargo que ejerció hasta 1944. Atendió también diversas comisiones de carácter profesional; una de ellas fue presidir la Comisión Reformadora del Código de Justicia Militar. En 1940 pasó al retiro.

## Condecoraciones
Entre sus condecoraciones, destacan:
- Orden El Sol del Perú, en el grado de gran oficial.
- Orden Militar de Ayacucho, en el grado de gran oficial.
- Medallas de los centenarios de la Independencia del Perú (1921) y de la batalla de Ayacucho (1924).
- Caballero de la Legión de Honor de Francia
- Orden de la Corona de Italia, en el grado de comendador.
- Orden del Cóndor de los Andes, Bolivia, en el grado de comendador.